# Vila Mazzei
Vila Mazzei é um bairro da cidade de São Paulo, pertencente ao distrito do Tucuruvi.
Está localizado na zona norte da cidade e é próximo à estação de metrô do Tucuruvi. É um bairro com muitas ladeiras e de característica residencial. A Avenida Mazzei é uma das principais do bairro.
Vila Mazzei era uma das estações do Trenzinho da Cantareira, porém no ramal que ia para Guarulhos. Inaugurada em 1925 a estação ficava na quadra onde hoje se cruzam as ruas Pero Vidal, Manuel Gaya e Benjamim Pereira. O ramal Areal - Guarulhos foi desativada em 1964 e a estação foi demolida em 1965.
A origem do nome do bairro vem do sobrenome de uma família de italianos que tinham terras no local no início no século XX. O bairro é classificado pelo CRECI como "Zona de Valor C", assim como outros bairros da capital como Santana, Tatuapé e Barra Funda.